# Baliktakh
Baliktakh (en rus: Балыктах) és un poble de la república de Sakhà, a Rússia, que el 2018 tenia 921 habitants, pertany al districte de Borogontsi.